# MANIAC I
MANIAC (англ: Mathematical Analyzer, Numerical Integrator, and Computer or Mathematical Analyzer, Numerator, Integrator, and Computer, дословно: Математический анализатор, числовой интегратор и компьютер или Математический анализатор, нумератор, интегратор и компьютер) — один из первых электронных компьютеров. Создан в начале 50-х годов XX века под руководством Николаса Метрополиса в Лос-Аламосской национальной лаборатории. Как и все компьютеры того времени, MANIAC I был создан в одном единственном экземпляре и не мог обмениваться программами с другими компьютерами (даже с теми, что были созданы по «архитектуре фон Неймана»). 
MANIAC I вступил в строй в марте 1952 года. Ему на смену в 1957 году пришёл компьютер MANIAC II. Он был перевезён в Университет штата Нью-Мексико, где проработал до 1965 года.
Третья версия — MANIAC III — была построена уже в Институте компьютерных исследований при Чикагском Университете в 1964 году.

## Описание
После окончания Второй мировой войны и завершения Манхэттенского проекта по созданию атомной бомбы Николас Метрополис вернулся из Лос-Аламосской лаборатории в Чикагский университет, где он планировал создать вычислительный центр для изучения компьютеров. Когда его планам не суждено было материализоваться, он получил приглашение вернуться снова в Лос-Аламосскую лабораторию, чтобы там построить для Лаборатории компьютер и вычислительный центр.
Планирование компьютера началось в начале 1949 года. MANIAC I в своей конструкции следовал «архитектуре фон Неймана», так как за образец была взята IAS-машина фон Неймана, которую тот в то время создавал в Институте перспективных исследований в Принстоне. Он отличался от своего прародителя размерами трубок Вильямса: 2 дюйма, вместо 5 дюймов у IAS-машины, позднее заменены на 3-дюймовые трубки компании RCA.
- Элементная основа: вакуумные лампы
- Длина слова: 40 бит
- Формат команды: 2 инструкции в слове
- Память: трубки Вильямса
- Общий размер памяти: 1024 слов
- Долговременная память: магнитный барабан на 10.000 слов компании ERA
- Скорость вычислений: 10.000 команд в секунду

Инженеры, обслуживавшие MANIAC I, подключили к компьютеру усилитель с динамиком. Этот прибор стал помощником в диагностике работы компьютера по звукам, им генерируемым.
MANIAC I использовался для решения широкого круга проблем из области гидродинамики, в разработке термоядерного оружия, умел решать шахматные задачи (поиск всех возможных вариантов расстановки ферзей) и даже играть в простые шахматы на шахматной доске 6х6. Он сыграл значительную роль в совершенствовании метода Монте-Карло, на нём была предпринята попытка декодировать ДНК. На компьютере выполняли свои вычисления Ферми, Теллер, Рихтмейер, Улам, Гамов и др. Машина была очень проста в программировании, так что даже сами учёные (например Ферми и Рихтмейер) научились создавать программы для него.
В 2002 году на территории Лос-Аламосской национальной лаборатории открылся суперкомпьютерный центр «Nicholas C. Metropolis Center for Modeling and Simulation», названный в честь Николаса Метрополиса, как дань уважения его историческому вкладу в вычислительные мощности Лаборатории.

## Интересные факты
- Метрополис назвал компьютер MANIAC в надежде, что это остановит других конструкторов компьютеров выбирать для своих детищ имена в виде глупых сокращений[6], хотя, возможно, это название предложил фон Нейман.